# Max Schönfeldt
Max (Moses) Schönfeldt (ros. Макс Львович Шенфельд, ur. 8 listopada 1861 w Mitawie, zm. 22 czerwca 1912 w Rydze) – łotewski lekarz psychiatra i neurolog, działacz syjonistyczny.
Uczył się w gimnazjum w Dorpacie i w Mitawie. Studiował w latach 1882–1897 na Uniwersytecie w Dorpacie. Od 1887 do 1893 był lekarzem asystentem w miejskim zakładzie psychiatrycznym Rothenberg koło Rygi. W 1889 otrzymał tytuł doktora medycyny. Specjalizował się w psychiatrii i neurologii w Berlinie w latach 1893/94. Od 1894 praktykował jako neurolog w Rydze. W 1897 założył prywatny zakład dla chorych nerwowo i psychicznie Atgasen koło Rygi, który prowadził razem z bratem Leopoldem (1871–1932). W 1895 ożenił się z Marie Sandler pochodzącą z Ostrowa.
Zginął 22 czerwca 1912, zastrzelony przez pacjenta. Wspomnienia o nim napisali Herman Idelson i Hermann Oppenheim.

## Prace
- Zur Casuistik der abnorm tiefen Körpertemperaturen bei Geisteskranken. St. Petersburger medicinische Wochenschrift ss. 267-270 (1888)
- Ueber das inducirte Irresein (folie communiquée). Jurjew, 1893
- Ueber das inducirte Irresein (folie communiquée)[3]. (1894)